# 中島ゆきこ
中島 ゆきこ（なかじま ゆきこ、本名:中島祐希子、1975年7月12日 - ）は、日本の演歌歌手である。熊本県出身。テナーオフィス所属。現在の所属レコード会社はテイチクエンタテインメント。エンドルのひとり。

## 人物
- 熊本県玉名郡長洲町出身。
- 1988年＝＝日本テレビ『輝け第11回日本ちびっこ歌謡大賞』優勝
- 1989年＝＝テレビ東京『スターは君だ、ヤング歌謡大賞』準優勝
- 1990年＝＝テレビ東京『スターは君だ、ヤング歌謡大賞　グランドチャンピオン大会』最優秀歌唱賞
- 1992年＝＝『コロムビア歌謡曲新人歌手オーディション』優勝
- 1994年に「中島祐希子」でデビューし、2002年に「中島ゆきこ」に改めた。
- レコード会社は、デビュー1994年～2002年は日本コロムビア、2003年バップに移籍、2007年にテイチクに移籍した。

## シングル
- 『望郷はぐれ歌』　c／w『男の器』（1994年11月1日）中島祐希子（発売：日本コロムビア）
- 『しあわせ雨やどり』 c／w『海峡すずめ』（1996年2月1日）中島祐希子（発売：日本コロムビア）
- 『しらさぎ伝説（ものがたり）』 c／w『占いブギ』（1997年1月21日）中島祐希子（発売：日本コロムビア）
- 『いさり火情歌』 c／w『生まれる前から好きやった』（1998年4月21日）中島祐希子（発売：日本コロムビア）
- 『ひとり恋灯り』 c／w『しかたないもんね』（1999年7月31日）中島祐希子（発売：日本コロムビア）
- 『ほたる』 c／w『同行二人』（2002年4月27日）中島ゆきこ（発売：日本コロムビア）
- 『夕霧港』 c／w『ゆっこの演歌節』（2003年6月25日）中島ゆきこ（発売：バップ）
- 『都忘れ』 c／w『梅花火』（2007年6月27日）中島ゆきこ（発売：テイチク）
- 『逢初川』 c／w『北国かえり花』（2008年6月25日）中島ゆきこ（発売：テイチク）
- 『花月夜』 c／w『盛り場おんな唄』（2009年7月22日）中島ゆきこ（発売：テイチク）
- 『望郷ホレホレ節』 c／w『笑顔千両節』（2010年5月26日）中島ゆきこ（発売：テイチク）
- 『倖せごよみ』 c／w『ふるさと想えば…』（2011年9月21日）中島ゆきこ（発売：テイチク）

## アルバム
- 『中島祐希子全曲集（ひとり恋灯り）』（2000年8月19日）中島祐希子（発売：日本コロムビア）